# Чаалаян
Чаалаян (на турски: Çağlayan) е квартал на Истанбул, Турция, разположен в административния район Каътхане. Населението му е 31 895 души към 2022 г. Тук се намира Съдебната палата на Истанбул.

## Географско разположение
Кварталът „Чаалаян“ се намира в европейската част на Истанбул и граничи с няколко други важни райони. Той е стратегически разположен близо до центъра на града и осигурява лесен достъп до основни транспортни артерии и обществени услуги.

## Население
По данни от 2022 г. „Чаалаян“ има население от 31 895 души. Жителите на квартала са разнообразни по отношение на социално-икономическия статус и произход, което отразява космополитния характер на Истанбул.

## Инфраструктура и значими обекти
Един от най-важните обекти в „Чаалаян“ е Съдебната палата на Истанбул (на турски: İstanbul Adalet Sarayı), който е един от най-големите съдебни комплекси в Европа и Турция. Той играе централна роля в съдебната система на страната, като в него се помещават множество съдилища и административни офиси.
Освен Съдебната палата в „Чаалаян“ има различни търговски обекти, жилищни сгради и обществени институции. Кварталът се характеризира с оживена градска атмосфера и предлага множество удобства за своите жители, включително магазини, ресторанти и зелени площи.

## История
„Чаалаян“ е част от по-големия район „Каътхане“, който има дълга история, свързана с индустриализацията и урбанизацията на Истанбул. През последните десетилетия районът се развива значително, превръщайки се в модерен градски център. Построяването на Съдебната палата в началото на XXI век допринася за значението на „Чаалаян“ като административен и юридически център.

## Транспорт и достъпност
„Чаалаян“ е добре свързан с останалите части на Истанбул чрез основни пътни артерии и чрез обществения транспорт. В квартала минават няколко автобусни линии и други видове градски транспорт, които осигуряват удобен достъп до централните части на града и околните райони. Близостта до главните пътища улеснява движението както за работещите в квартала, така и за живеещите там.